# Nyitraszalka
Nyitraszalka Németpróna településrésze, korábban önálló falu Szlovákiában, a Trencséni kerületben, a Privigyei járásban.

## Fekvése
Privigyétől 10 km-re északra, Németpróna központjától kb. 2 km-re keletre, a Nyitra bal partján fekszik.

## Története
A 18. század végén Vályi András így ír róla: „SZOLKA. Tót falu Nyitra Várm. földes Ura a’ Királyi Kamara, lakosai többfélék, fekszik N. Prónához 1/4 órányira; határja meglehetős.”
Fényes Elek 1851-ben kiadott geográfiai szótárában így ír a faluról: „Szolka, német falu, Nyitra vmegyében, N. Prónához 1/2 órányira, 255 kath. lak. F. u. a tudom. kincstár. Ut. p. Bajmócz.”
Borovszky Samu monográfiasorozatának Nyitra vármegyét tárgyaló része szerint: „Szolka, nyitravölgyi német község, Német-Próna mellett, 251 r. kath. vallásu lakossal. Postája Német-Próna, táviró- és vasúti állomása Privigye. 1424-ben a községnek magyar neve volt; Zalkának hivták és a túróczi prépostság birtokát képezte.”
Neve 1899-ig „Szolka” volt (szlovákul Solka, németül Solka). 1910-ben 288, túlnyomórészt német lakosa volt. A trianoni diktátumig Nyitra vármegye Privigyei járásához tartozott.
1960-ban csatolták Németprónához.

## Külső hivatkozások
- Nyitraszalka a térképen

- Nyitraszalka hivatalos oldala Archiválva 2007. december 15-i dátummal a Wayback Machine-ben

## Lásd még
- Németpróna
- Felsőpróna